# Institut d'administration des entreprises de Grenoble
 (septembre 2015).
Si vous disposez d'ouvrages ou d'articles de référence ou si vous connaissez des sites web de qualité traitant du thème abordé ici, merci de compléter l'article en donnant les références utiles à sa vérifiabilité et en les liant à la section « Notes et références ».
 (janvier 2023).
L'Institut d'Administration des Entreprises de Grenoble (ou Grenoble IAE) est une école universitaire de management, située 525 avenue Centrale à Saint-Martin-d'Hères sur le domaine universitaire de Grenoble. Cet IAE est rattaché à l'Université Grenoble-Alpes (UGA) en tant que composante de l'Institut polytechnique de Grenoble (ou Grenoble INP) et fait partie du réseau des Institut d'administration des entreprises (IAE France).

## Histoire
Anciennement nommé « École supérieure des affaires » (ESA), Grenoble IAE - INP, UGA a fêté ses 50 ans d'existence en 2008. 
Grenoble IAE - INP, UGA est dirigé entre 2012 et 2022 par Christian Defélix, professeur des universités en gestion des ressources humaines. 
En juillet 2022 Philippe Protin est élu directeur de l'établissement, il prend ses fonctions le 10 octobre 2022.

## Formations

### Licences professionnelles
Trois licences professionnelles sont proposées : 
- Assurance, Banque, Finance : chargé de clientèle,
- Commerce & Distribution (DistriSup),
- Organisation et gestion des établissements hôteliers et de restauration

### Licences générales
Deux licences générales sont proposées
- Management,
- Comptabilité, Contrôle et Audit

### Masters comprenant 26 spécialisations métiers
Les mentions de Masters possibles sont :
- Comptabilité, Contrôle, Audit (CCA)
  - Comptabilité, Contrôle, Audit
- Contrôle de Gestion et Audit Organisationnel (CGAO)
  - Contrôle de Gestion et Audit Organisationnel
- Design
  - Design de Transitions
- Management de l’innovation pour les transitions
  - Innovations à visée régénérative
- Entrepreunariat et Management de Projet
  - Business Developpement & Accompagnement
  - Entrepreneur
- Finance
  - Banque et Finance
  - Finance d'Entreprise et Gestion des Risques
  - Finance Quantitative
  -  Advances in Finance and Accounting
- Gestion de Production, Logistique, Achat
  - Management Stratégique des Achats
  - Management de la Chaine Logistique
- Gestion des Ressources Humaines
  - Management Stratégique des Ressources Humaines
- Management et Administration des Entreprises (MAE)
  - Manager Double Compétence
  - Ingénieur Manager
  - Pharmacien Manager
  - Doctorant Manager
  -  Applied Corporate Manager
- Management des Systèmes d'Information
  - Conseil et Management des Systèmes d'Information
  - Intelligence des Données
  -  Advanced ReseArch in Management of Information Systems
- Marketing
  - Communication Marketing et Digitale
  - Ingénierie Marketing des Marques
  - Marketing Digital et Consommateur Connecté
  -  Le Quanti - Research and Data Intelligence in Marketing
- Management Public
  - Management Public

## Grenoble IAE - INP, UGA une école internationale
Avec plusieurs programmes (Licences, Masters et MBA) délocalisés dans une dizaine de pays, de nombreux accords d'échanges internationaux, des masters proposés en « full English », plus de soixante cours enseignés en anglais et près de 500 étudiants internationaux, l'IAE Grenoble évalue la maturité de ses élèves avant un départ à l'étranger et se rend régulièrement dans ses universités partenaires pour vérifier les conditions d’accueil de ses élèves.
Héritière d'une longue tradition de coopération avec des universités et business schools étrangères entamée dans les années 1990 en Chine et au Brésil, cette dimension internationale est aujourd'hui nécessaire pour que les managers conçoivent leur rôle à l'échelle mondiale et se confrontent à des problématiques interculturelles. En 2021, l'IAE affiche 113 partenariats universitaires dans 34 pays.
Les départs à l'étranger se font en première année, Licence Management, en deuxième année, Master 1 (second semestre) et en troisième année, Master 2 en un an sur un semestre ou à l'année.

## Campus

### Site de Grenoble
L'école universitaire de management de l'IAE bénéficie de l'attractivité économique de la métropole de Grenoble, une ville d'innovation spécialisée dans les domaines de la physique, du nucléaire, des matériaux, de l'électronique, de l'informatique, des sciences du vivant et des micro-nanotechnologies. Grenoble compte 220 laboratoires réputés et 21 000 emplois dans la recherche principalement sur le polygone scientifique ou sur Inovallée.
Grenoble IAE collabore avec le pôle de compétitivité mondial Minalogic.

### Site de Valence
Valence, considérée comme la capitale industrielle et économique du Sud Rhône-Alpes, est forte d'une agglomération de 130 000 habitants. À la croisée de deux départements, la Drôme et l'Ardèche, le site de Valence bénéficie d'une économie diversifiée avec un dense réseau de PME aux alentours.

## Classement
- Classement Eduniversal 2025 des meilleurs Masters, MS & MBA, par spécialités au niveau national (France) :
  - Master 2 DESMA Management stratégique des Achats : 1re place dans le classement Master Achats
  - Master 2 Management de la Chaîne Logistique (MCL) : 8e place dans le classement Master Logistique
  - Master Contrôle de Gestion et Audit Organisationnel : 30e place dans le classement Master Audit Interne et Contrôle de Gestion
  - Master 2 Banque et Finance : 22e place dans le classement Master Banque - Finance
  - Master 2 Management et administration des entreprises : 21e place dans le classement Master Management Stratégique
  - Master 2 Marketing Digital et Consommateur Connecté en alternance et FC : 13e place dans le classement Master Digital Marketing et e-Business
  - Master 2 Le Quanti : Research & Data Intelligence in Marketing : 1re place dans le classement Master Études Marketing et d'Opinion
  - Master Conseil et Management des Systèmes d'Information : 21e place dans le classement Master Management des Systèmes d'information
  - Master Intelligence des données : 23e place dans le classement Master Management des Systèmes d'information

- Classement Eduniversal 2025 des meilleurs Masters, MS & MBA, par spécialités au niveau régional (Auvergne-Rhône-Alpes) :
  - Master 2 DESMA Management stratégique des Achats : 1re place dans le classement Master Achats et Logistique
  - Master 2 Management de la Chaîne Logistique (MCL) : 2e place dans le classement Master Achats et Logistique,
  - Master Contrôle de Gestion et Audit Organisationnel : 9e place dans le classement Master Audit, Contrôle de Gestion et Comptabilité
  - Master 2 Banque et Finance : 7e place dans le classement Master Banque et Finance d'Entreprise
  - Master Management Stratégique des Ressources Humaines : 7e place dans le classement Master Gestion des Ressources Humaines
  - Master Conseil et Management des Systèmes d'Information : 7e place dans le classement Master Informatique, Intelligence Artificielle et Big Data
  - Master Intelligence des données : 8e place dans le classement Master Informatique, Intelligence Artificielle et Big Data
  - Master Entrepreneuriat et Management de Projets, parcours Entrepreneur : 11e place dans le classement Master Management de Projets et Entrepreneuriat
  - Master Entrepreneuriat et Management de Projets, parcours Business Développement et Accompagnement : 14e place dans le classement Master Management de Projets et Entrepreneuriat
  - Master 2 Le Quanti : Research & Data Intelligence in Marketing : 5e place dans le classement Master Marketing et Digital Marketing
  - Master 2 Marketing Digital et Consommateur Connecté en alternance et FC : 8e place dans le classement Master Marketing et Digital Marketing
  - Master 2 Management et administration des entreprises : 5e place dans le classement Master Stratégie et Conseil